# Prai Bakul (Katala Hamu Lingu)
Prai Bakul is een bestuurslaag in het regentschap Oost-Soemba van de provincie Oost-Nusa Tenggara, Indonesië. Prai Bakul telt 966 inwoners (volkstelling 2010).